# Edicte de fe

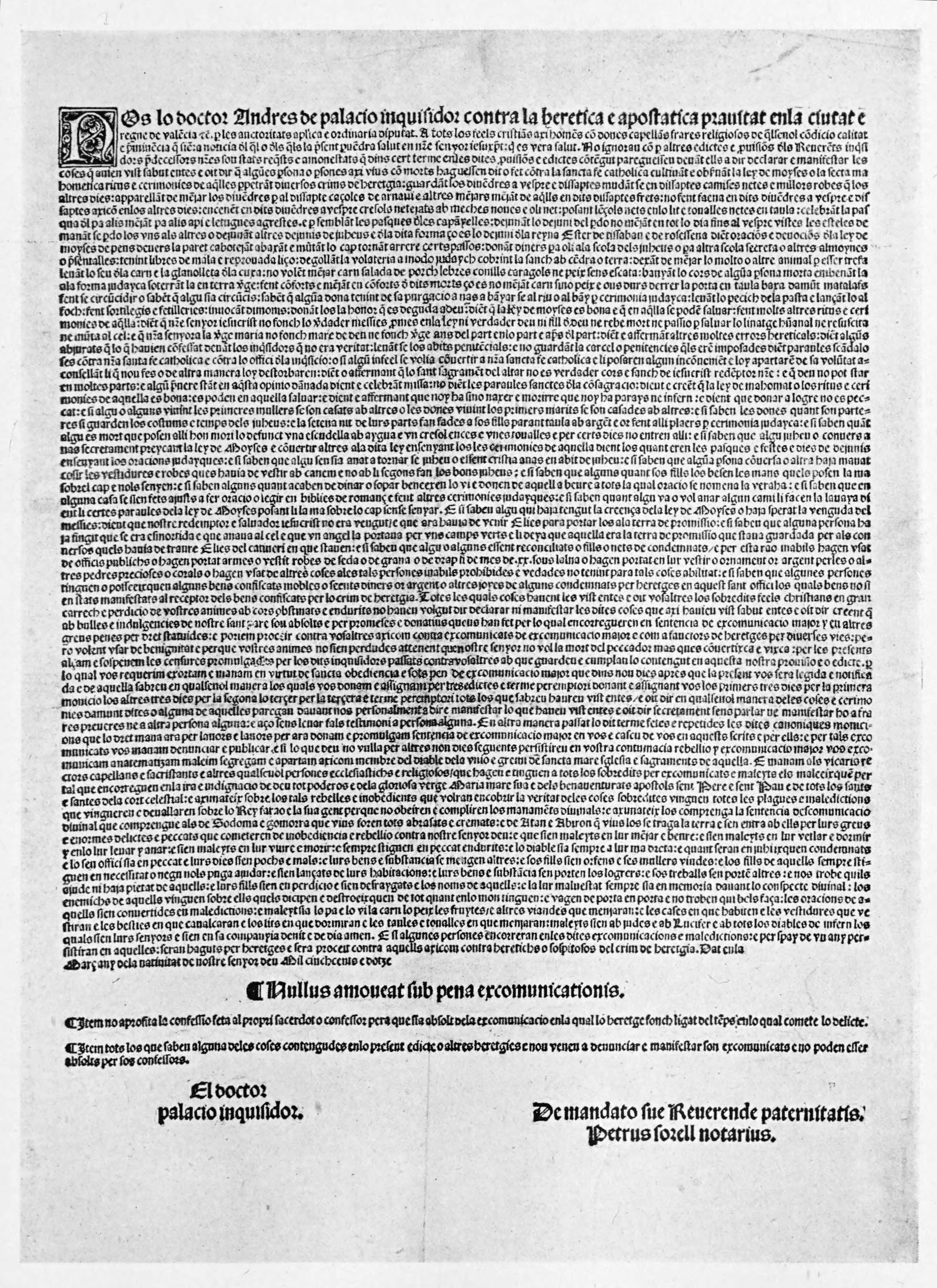
Edicte de fe en català publicat a València en març de 1512 per l'inquisidor Andrés de Palacio

L'edicte de fe era una proclama solemne en la qual, després d'enunciar de forma exhaustiva les pràctiques que es consideraven herètiques o contràries a la fe catòlica, es comminava als habitants d'una ciutat o d'un poble "visitat" pels inquisidors, sota pena d'excomunió, al fet que denunciessin a aquells veïns que haguessin incorregut en heretgia. Aquest primer pas en el procediment de la Inquisició espanyola va substituir a partir de principis del segle xvi l'edicte de gràcia, en el qual es convidava a la denúncia d'un mateix com a heretge en un termini d'entre trenta o quaranta dies, durant el qual no seria castigat amb penes severes i per això s'anomenava "període de gràcia".

## Història
En les dues primeres dècades d'existència de la Inquisició espanyola (1480-1500) es va usar l' "edicte de gràcia". La diferència fonamental entre l'edicte de gràcia i el posterior edicte de fe era que en el primer, després d'enumerar una llista de heretgies, es feia una crida als qui creguessin haver incorregut en heretgia perquè es denunciessin a si mateixos dins d'un "període de gràcia", que solia ser de trenta a quaranta dies. Els qui així ho feien eren "reconciliats" amb l'Església sense sofrir forts càstigs.
"Després de 1500 els edictes de gràcia havien complert el seu propòsit i van ser substituïts normalment per edictes de fe, que no tenien un període de gràcia i que en el seu lloc convidaven a la denúncia d'aquells que eren culpables dels delictes que apareixien en una llarga llista d'ofenses". "L'obligació de denunciar a tots els sospitosos de heretgia s'estenia a tots els fidels, sota pena d'excomunió".
Quan els inquisidores arribaven a una ciutat o a un poble el primer que feien era presentar-se a les autoritats eclesiàstiques i seculars locals. A continuació en una missa de diumenge o de dia festiu, en finalitzar el sermó del rector o el rés del credo, el inquisidor sostenint un crucifix es dirigia als feligresos perquè després de persignar-se juressin aixecant la mà dreta que ajudarien al Sant Ofici a perseguir la heretgia. Immediatament després es llegia l'edicte de fe, que incloïa una llarguíssima relació de totes les creences i conductes herètiques. Amb aquest "inventari detallat de totes les paraules i actituds susceptibles de revelar opinions heterodoxes" es tractava en definitiva, segons Joseph Pérez, "d'explicar als fidels com reconèixer a un heretge". "Era costum llegir l'edicte de fe una vegada a l'any, un diumenge de Quaresma, al moment de l'ofertori, lentament i en veu alta".
L'edicte de fe no adquireix la seva forma definitiva fins al segle xvii i només a partir de 1630 es llegeix el mateix text en tots els tribunals.
Est comença descrivint les paraules i pràctiques més freqüents entre els judaïtzants —com abstenir-se de menjar determinats aliments o no treballar els dissabtes—, prestant especial atenció a les pràctiques funeràries —tornar al difunt contra la paret, rentar-ho amb aigua calenta o tallar-li la barba i depilar-li les aixelles, col·locar-li en la boca una moneda o una perla, etc.. A continuació es tractaven els indicis que delataven als moriscs que seguien pertanyent a la «secta de Mahoma», com la de dejunar durant el Ramadà, abstenir-se de beure vi i de menjar porc, rentar als morts i col·locar al costat d'ells mel, llet i altres aliments per a l'ànima del difunt, etc. El tercer apartat es dedicava a la «secta de Luter» destacant com a senyals de la pertinença a la mateixa, dir que bastava confessar els pecats a Déu per salvar-se, sense que els sacerdots intervinguessin, o que en l'hòstia consagrada no es trobava el cos de Crist, o que no tenia cap sentit el culte als sants i posar imatges a les esglésies, o que el purgatori no existia, per la qual cosa no era necessari resar pels morts, o que els clergues i les monges podien casar-se, etc. Una cambra apartada s'ocupava de la «secta dels enllumenats» els membres dels quals es reconeixien, segons l'edicte de fe, quan una persona enaltia l'oració mental enfront de l'oració en veu alta o defensava que el matrimoni no era un sagrament o que calia deixar-se guiar per l'Esperit Sant. Finalment s'ocupava de heretgies diverses —materialisme, blasfèmies, bruixeria, sol·licitació, bigàmia, etc.— i dels llibres la possessió dels quals i lectura estava prohibida —les obres dels autors protestants, l'Alcorà, la Bíblia en llengua vulgar, i tots aquells que figuressin en l'Índex de Llibres Prohibits que publicava el Sant Ofici. En 1738 es va afegir un paràgraf sobre la Francmaçoneria.
Contra la lectura pública de l'edicte de fe es van aixecar algunes veus, com la de Francesc de Borja, perquè amb la seva minuciosa descripció de les creences i les conductes herètiques paradoxalment podien difondre la heretgia allí on gens se sabia d'ella -un inquisidor del tribunal de Logronyo va escriure en 1611 al Consell de la Suprema Inquisició que en el seu districte no es coneixia la bruixeria fins que es va començar a parlar d'ella. Però els edictes es van seguir llegint fins a mitjan segle xvii, almenys, encara que a partir de 1660 es va anar abandonant gradualment el costum.
Els edictes de fe, com els seus antecessors, els edictes de gràcia partien del principi en el qual se sustentava l'existència mateixa de la Inquisició: que la heretgia no era tan sols un pecat, sinó també era un delicte, per la qual cosa els confessors no podia absoldre als heretges. Per això l'edicte de fe contenia una frase que al·ludia a aquest punt: els eclesiàstics que confessaven a un una persona que admetia haver comès un pecat contra la fe —ser un heretge— tenien l'obligació de denunciar-ho a la Inquisició. Així mateix en considerar-se un delicte s'havia d'infligir al culpable la humiliació d'un procés públic.
L'edicte de fe va ser un dels mitjans principals en els quals es va basar l'acció inquisitorial a Espanya, convertint als ciutadans en agents col·laboradors del Sant Ofici.
No obstant això, també es van propiciar les delacions falses, per interessos o venjança, si bé la Inquisició va intentar que no es produïssin castigant als falsaris.